# Опополь, Николай Иванович
Николай Иванович Опополь (Nicolae Opopol) (09.02.1938-05.12.2022) — советский и молдавский учёный в области гигиены и эпидемиологии, доктор медицинских наук, член-корреспондент Академии наук Молдовы.
Родился 9 февраля 1938 года в селе Бырново Окницкого района в многодетной крестьянской семье.
В 1952 году после окончания семилетней школы поступил в фельдшерско-акушерскую школу в г. Бельцы. Получив диплом, с 1955 года работал фельдшером в Катранике Фалештского района, затем с 1958 года в селе Дынжаны Окницкого района.
В 1960—1965 гг. студент лечебно-профилактического факультета Днепропетровского медицинского института.
С 1965 года младший научный сотрудник отдела гигиены Молдавского НИИ гигиены и эпидемиологии (Кишинёв). С 1967 по 1970 год учился в аспирантуре, в 1971 году защитил кандидатскую диссертацию «Гигиеническая характеристика питания сельского населения Молдавии».
В октябре 1971 г. назначен на должность заведующего гигиеническим отделом Кишиневской санитарно-эпидемиологической станции, с 1972 г. главный врач.
В 1975 году вернулся в Молдавский НИИ гигиены и эпидемиологии, где через год организовал научно-исследовательскую группу.
В 1978 году организовал лабораторию пищевой токсикологии и был назначен её заведующим.
С 1988 года заведующий сектором гигиены НИИ профилактической и клинической медицины.
В 1991 году защитил докторскую диссертацию «Гигиеническая оценка суммарного поступления нитратов в организм человека с продуктами питания и водой» в Ученом совете Института питания АН СССР.
В 1992 году избран заведующим кафедрой гигиены и эпидемиологии ФПМ УГМФ «Николае Трестемицану», в 1994 году присвоено звание профессора.
В 1995 году избран членом-корреспондентом Академии наук Молдовы.
В 1995—2003 годах первый заместитель генерального директора Национального научно-практического центра профилактической медицины и заместитель Главного санитарного врача Республики Молдова, отвечал за профилактику и текущий надзор за здоровьем в стране и научный сектор.
С 2003 года заведующий кафедрой гигиены и эпидемиологии ФПМ УГМС «Николае Трестемицану».
Опубликовал около 250 работ, в том числе 6 монографий. Руководил редакционными коллективами многих сборников научных трудов по гигиене и эпидемиологии.
Организовал многочисленные научные конференции по проблеме здоровья в связи с окружающей средой и участвовал в международных конференциях и симпозиумах.
Член редколлегий двух научных журналов Молдовы и двух зарубежных научных журналов.
Отличник здравоохранения Молдавской ССР (1968). Награждён двумя медалями СССР — «За доблестный труд» (1971) и «Ветеран Труда» (1986), Грамотой Президиума Верховного Совета Молдавской ССР (1988), орденом Трудовой Славы (1997).
Сочинения:
- Гигиена жилища / Н. И. Опополь. — Кишинев : Картя молдовеняскэ, 1987. — 181,[2] с. : ил.; 20 см.
- Питание и здоровье / Опополь Н. И. — Кишинев : О-во «Знание» МССР, 1986. — 19 с.; 20 см.
- Нитраты : (Гигиен. аспекты пробл.) / Н. И. Опополь, Е. В. Добрянская; Отв. ред. И. Г. Шройт; Молд. НИИ гигиены и эпидемиологии. — Кишинев : Штиинца, 1986. — 113,[2] с. : ил.; 22 см.